# Daniel Díaz Torres
Daniel Díaz Torres (* 31. Dezember 1948 in Havanna; † 16. September 2013 ebenda) war ein kubanischer Filmregisseur. Er gehörte seit den 1980er Jahren zu den bedeutendsten kubanischen Filmemachern. Sein gesellschaftssatirischer Film Alicia im Ort der Wunder machte ihn international bekannt.

## Leben und Wirken
Daniel Díaz Torres wurde 1948 in Havanna geboren. Bis zu seinem Abschluss 1970 studierte er an der Universität Havanna Politikwissenschaften. 1968 begann er am Informationszentrum des kubanischen Filminstituts (ICAIC) zu arbeiten, wo er Beiträge über das kubanische Kino sowie Filmkritiken verfasste. Ab 1971 arbeitete Díaz Torres als Regieassistent. Gleichzeitig belegte er Universitätskurse zu Filmgeschichte und Filmtechnik und leitete in verschiedenen Ländern Kino-Workshops. Ab 1975 drehte Díaz Torres Dokumentarfilme und war seitdem bis 1981 unter Santiago Álvarez stellvertretender Verantwortlicher für die kubanische Wochenschau des ICAIC.
Seinen ersten Kinofilm drehte Daniel Díaz Torres 1984 mit Jíbaro nach einem Drehbuch von Norberto Fuentes. 1986 kam die Retro-Komödie Otra mujer heraus, die in den 1970er Jahren spielte. Das Drehbuch zu diesem Film schrieb Jesús Díaz, Kameramann war Raúl Pérez Ureta, mit dem er später noch drei weitere Spielfilme drehte.
Mit dem gesellschaftssatirischen Film Alicia im Ort der Wunder, der bei der Berlinale 1991 uraufgeführt und mit dem Friedenspreis ausgezeichnet wurde, sorgte er für nationale und internationale Aufmerksamkeit. In Kuba selbst war der Film zeitweise verboten, obwohl er während der Produktion Ende der 1980er Jahre von den Verantwortlichen des staatlichen Filminstituts abgesegnet worden war. 1991, kurz nach Zusammenbruch des Ostblocks und zu Beginn der sogenannten Sonderperiode, wurden die ideologischen Zügel jedoch straff angezogen. Der Film erzählt die absurden Erlebnisse einer idealistischen jungen Frau in einem seltsamen Ort, dessen unfreiwillige Bewohner von einem autoritären Sanatoriumsdirektor drangsaliert werden, in dem die Zuschauer unzweifelhaft Züge des Máximo Líder Fidel Castro erkennen konnten. Zwei Tage nach Filmstart erschienen Schlägertrupps der „Schnellen Eingreiftruppe“ im Kino und bedrohten jene Zuschauer, die lachten. Der Film wurde abgesetzt. Infolgedessen wurde das Filminstitut aus dem Kulturministerium herausgelöst und direkt der Kommunistischen Partei unterstellt.
Es folgte die Bankraubkomödie Quiéreme y verás... (1994), die beim Filmfestival Freiburg den Hauptpreis erzielte. Die mit deutschen und spanischen Partnern koproduzierte Komödie Kleines Tropikana erhielt beim Festival des Neuen Lateinamerikanischen Films in Havanna den großen Jurypreis sowie weitere Preise bei den Festivals von Innsbruck (IFFI) und Rotterdam (IFFR).
Sein letzter Film Lügen auf Kubanisch (La película de Ana) gewann auf dem Filmfestival von Havanna im Dezember 2012 drei Preise, darunter den für das beste Drehbuch, das Díaz Torres gemeinsam mit Eduardo del Llano verfasst hatte. Kurz darauf wurde die österreichisch-kubanische Koproduktion vom Verband der kubanischen Filmkritiker zum besten Film des Jahres gewählt.
Díaz Torres gehörte zu den Gründern der Internationalen Hochschule für Film und Fernsehen (EICTV) in San Antonio de los Baños, an der er als Dozent den Fachbereich Regie leitete.
Daniel Díaz Torres starb am 16. September 2013 an Krebs.

## Filmografie

### Dokumentarfilme
- 1975: Libertad para Luis Corvalán
- 1976: Granma
- 1977: Encuentro en Texas
- 1978: La casa de Mario
- 1980: Los dueños del río
- 1980: Madera
- 1982: Vaquero de montañas
- 1989: Crónica informal desde Caracas
- 2004: Una isla en la corriente
- 2004: Los cuatro años que estremecieron al mundo
- 2005: Entrevista a Ricardo Alarcón de Quesada
- 2005: Tres cantos a Nueva Orleans

### Spielfilme
- 1985: Wilde Hunde (Jíbaro), Regie
- 1986: Otra mujer, Regie
- 1991: Alicia im Ort der Wunder (Alicia en el pueblo de Maravillas), Regie und Drehbuch (gemeinsam mit Eduardo del Llano und Jesús Díaz)
- 1994: Lieb mich und du wirst sehen (Quiéreme y verás), Regie
- 1997: Kleines Tropikana (Tropicanita),  Regie und Drehbuch (gemeinsam mit Eduardo del Llano)
- 2001: Der Cuba Coup (Hacerse el sueco), Regie und Drehbuch (gemeinsam mit Eduardo del Llano)
- 2007: Camino al Edén, Regie und Drehbuch (gemeinsam mit Arturo Infante)
- 2010: Lisanka, Regie und Drehbuch (gemeinsam mit Eduardo del Llano)
- 2012: Lügen auf Kubanisch (La película de Ana), Regie und Drehbuch (gemeinsam mit Eduardo del Llano)